# Fijisch rugby sevensteam (mannen)
Het Fijisch rugby sevensteam is een team van rugbyers dat Fiji vertegenwoordigt in internationale wedstrijden.
Ze spelen in een wit shirt met een zwarte broek en zwarte kousen.

## Wereldkampioenschappen
Fiji heeft aan elk wereldkampioenschap deelgenomen. In 1997 en 2005 werd Fiji wereldkampioen.
- WK 1993:
- WK 1997:
- WK 2001:
- WK 2005:
- WK 2009: 5e
- WK 2013:
- WK 2018: 4e
- WK 2022:

## Olympische Zomerspelen
Fiji won de gouden medaille op het Olympische debuut van Rugby Seven, en prolongeerde deze titel.
- OS 2016:
- OS 2020:
- OS 2024:

2016: Fiji ·
2020: Fiji .
2024: Frankrijk